# Gwon Han-na
Dans ce nom coréen, le nom de famille, Gwon, précède le nom personnel.
Gwon Han-na, née le 22 novembre 1989 à Séoul, est une handballeuse internationale sud-coréenne. 
Avec l'équipe de Corée du Sud, elle participe aux jeux olympiques de 2012 où elle finit à la quatrième place. 